# Le Coste
Le Coste è una frazione del comune di Montefiascone situata intorno alla via Cassia tra Montefiascone e Bolsena.
La popolazione è costituita da 1 200 abitanti. Luoghi significativi della frazione sono la moderna chiesa del Corpus Domini, un antico lavatoio, detto del Cunicchio, e l'originaria chiesa del patrono San Pancrazio, immersa nel verde della Valle Perlata che circonda il lago di Bolsena.
La chiesa è una delle più antiche di Montefiascone. Di origine romanica, ha un'unica navata e conserva l'affresco di un pregevole crocifisso ai cui lati sono raffigurati San Pancrazio e Santa Margherita.
La tradizione popolare vuole che nella “Buca de la Strega” vivessero delle temutissime streghe che si riunivano nella “Casa del Cémpene” per ricevere ordini dal demonio, chiamato “Crapione”; quest'ultimo portava dall'inferno il fuoco malefico per i suoi sortilegi che San Pancrazio avrebbe spento con le sue urine, lasciando il demonio e le streghe al buio più completo.